# Saison 2008-2009 de la Celtic League
Navigation
Celtic League 2007-2008 Celtic League 2009-2010
La saison 2008-2009 de la Celtic League, ou Magners League 2008-2009 du nom de son sponsor du moment, voit s'affronter dix franchises écossaises, galloises et irlandaises au cours de doubles confrontations en matches aller-retour. À l'issue des dix-huit journées de la compétition, l'équipe en tête du classement est déclarée vainqueur. Les irlandais du Munster remportent leur second titre dans la compétition.

## Liste des équipes en compétition
| Franchises irlandaises - Connacht - Leinster - Munster - Ulster | Franchises écossaises - Édimbourg Rugby - Glasgow Warriors | Franchises galloises - Cardiff Blues - Newport Gwent Dragons - Scarlets - Ospreys |

## Classement
| Rang | Franchise             | J  | V  | N | D  | Bo | Bd | Pm  | Pe  | Diff | Pts |
| ---- | --------------------- | -- | -- | - | -- | -- | -- | --- | --- | ---- | --- |
| 1    | Munster               | 18 | 14 | 0 | 4  | 6  | 1  | 405 | 257 | +148 | 63  |
| 2    | Édimbourg Rugby       | 18 | 11 | 0 | 7  | 6  | 5  | 416 | 296 | +120 | 55  |
| 3    | Leinster (T)          | 18 | 11 | 1 | 6  | 4  | 2  | 401 | 270 | +131 | 52  |
| 4    | Ospreys               | 18 | 11 | 0 | 7  | 3  | 5  | 397 | 319 | +78  | 52  |
| 5    | Scarlets              | 18 | 9  | 0 | 9  | 3  | 1  | 376 | 395 | -19  | 40  |
| 6    | Cardiff Blues         | 18 | 8  | 1 | 9  | 2  | 2  | 322 | 361 | -39  | 38  |
| 7    | Glasgow Warriors      | 18 | 7  | 0 | 11 | 4  | 5  | 349 | 375 | -26  | 37  |
| 8    | Ulster                | 18 | 7  | 0 | 11 | 2  | 6  | 298 | 331 | -33  | 36  |
| 9    | Newport Gwent Dragons | 18 | 7  | 0 | 11 | 1  | 4  | 305 | 429 | -124 | 33  |
| 10   | Connacht              | 18 | 4  | 0 | 14 | 1  | 3  | 224 | 460 | -236 | 20  |

|  | Vainqueur de la compétition |
|  | T : Tenant du titre 2010    |

Attribution des points : victoire : 4, match nul : 2, défaite : 0 ; plus les bonus (offensif : 4 essais marqués ; défensif : défaite par 7 points d'écart maximum).
Règles de classement : 1. Nombre de victoires ; 2.différence de points ; 3. nombre d'essais marqués ; 4. nombre de points marqués ; 5. différence d'essais ; 6. rencontre supplémentaire si la première place est concernée sinon nombre de cartons rouges, puis jaunes.

## Résultats

### Tableau synthétique des résultats
L'équipe qui reçoit est indiquée dans la colonne de gauche.
| Clubs                 | CAR   | CON   | DRA   | EDI   | GLA   | SCA   | LEI   | MUN   | OSP   | ULS   |
| --------------------- | ----- | ----- | ----- | ----- | ----- | ----- | ----- | ----- | ----- | ----- |
| Cardiff Blues         |       | 58-0  | 26-12 | 14-36 | 34-30 | 9-30  | 16-16 | 20-12 | 12-16 | 16-15 |
| Connacht              | 14-19 |       | 39-17 | 14-27 | 15-8  | 14-17 | 19-18 | 12-6  | 3-16  | 12-14 |
| Newport Gwent Dragons | 19-21 | 27-14 |       | 11-9  | 6-12  | 18-9  | 25-27 | 9-20  | 30-24 | 26-16 |
| Édimbourg Rugby       | 16-3  | 32-5  | 43-3  |       | 39-6  | 32-12 | 27-16 | 15-20 | 32-16 | 21-15 |
| Glasgow Warriors      | 28-0  | 30-9  | 20-25 | 25-20 |       | 34-20 | 15-12 | 13-26 | 18-21 | 19-20 |
| Scarlets              | 27-13 | 45-3  | 29-24 | 13-6  | 21-38 |       | 17-31 | 16-18 | 19-28 | 43-17 |
| Leinster              | 21-20 | 26-18 | 29-13 | 52-6  | 36-13 | 45-8  |       | 0-18  | 19-13 | 32-6  |
| Munster               | 28-20 | 25-10 | 50-6  | 28-14 | 25-17 | 29-10 | 22-5  |       | 36-10 | 11-37 |
| Ospreys               | 32-10 | 22-10 | 27-18 | 30-32 | 34-23 | 20-6  | 8-13  | 21-25 |       | 43-0  |
| Ulster                | 9-11  | 53-13 | 14-16 | 13-9  | 12-0  | 9-16  | 13-21 | 22-6  | 13-16 |       |

|  | Victoire à domicile |  | Match nul |  | Défaite à domicile |

### Détail des résultats
Les points marqués par chaque équipe sont inscrits dans les colonnes centrales (3-4) alors que les essais marqués sont donnés dans les colonnes latérales (1-6). Les points de bonus sont symbolisés par une bordure bleue pour les bonus offensifs (quatre essais ou plus marqués), orange pour les bonus défensifs (défaite avec au plus sept points d'écart), rouge si les deux bonus sont cumulés.